# Umbilicaria vellea
Espèce
Umbilicaria vellea est une espèce de champignons de la famille des Umbilicariaceae.